# Walther Uffenorde
Walther Uffenorde (* 1. Januar 1879 in Diepholz; † 21. Februar 1947 in Marburg) war ein deutscher HNO-Arzt und Professor an der Universität Marburg.

## Leben
Walther Uffenorde war ein Sohn des Zigarrenfabrikanten August Albrecht Christian Uffenorde und dessen zweiter Ehefrau Regine, geb. Harriehausen. Nach dem frühen Tod der Eltern (gestorben 1879 bzw. 1882) wuchs er bei einem Onkel, dem Gutsbesitzer Wilhelm Harriehausen in Geismar bei Göttingen auf. Von 1889 bis 1898 besuchte er das humanistische Gymnasium in Göttingen. 1898/99 studierte er zunächst in Leipzig zwei Semester Rechtswissenschaften, mit dem Ziel später zur Forstlaufbahn zu wechseln. Wegen eines Ohrenleidens blieb ihm dieser Weg verwehrt. Stattdessen nahm Uffenorde im Sommersemester 1899 in Göttingen das Studium der Medizin auf. Im Sommer 1900 legte er in Leipzig das medizinische Vorexamen ab, 1903 in Göttingen, wo er noch im gleichen Jahr auch zum Dr. med. promoviert wurde, das Staatsexamen.
Nach einer Tätigkeit als Assistent an der Poliklinik für Ohren- und Nasenkranklheiten begab er sich zur weiteren Facharztausbildung nach Wien, Freiburg u. Br., Halle (Saale) und Berlin. 1907 folgte die Habilitation an der Universität Göttingen mit einer Arbeit über das Siebbein. Uffenorde war bis 1921 Privatdozent und Oberarzt in Göttingen und wurde 1912 zum Titularprofessor ernannt. Von 1914 bis 1916 leitete er vertretungsweise die HNO-Klinik der Universität Göttingen und war beratender Facharzt des XI. Armeekorps. 1916/17 war er mit einem Feldlazarett in Frankreich und Russland.
1921 nahm Uffenorde einen Ruf als außerordentlicher Professor in Bonn an, wo er 1921/22 auch mit der kommissarischen Leitung der Universitäts-Ohrenklinik betraut war. Am 6. Mai 1922 wurde er zum ordentlichen Professor an der Universität Marburg und Direktor der dortigen Poliklinik für Ohren-, Nasen- und Halskrankheiten ernannt. Er war 1927/28 Dekan und 1944 Prodekan der medizinischen Fakultät. In seiner Zeit entstand 1927 ein moderner Neubau für die Marburger HNO-Klinik. Einen Ruf an seine frühere Wirkungsstätte in Göttingen lehnte Uffenorde 1938 ab. 1945 trat er in den Ruhestand.
Bereits 1932 wurde Walther Uffenorde in die Leopoldina aufgenommen, 1936/37 war er Vorsitzender der Gesellschaft deutscher HNO-Ärzte. Seine Forschungen betrafen vor allem das Labyrinth und die Nasennebenhöhlen. Er war Herausgeber der Zeitschrift Hals-Nasen-Ohrenarzt.
Ab 1933 war Uffenorde NSDAP-Mitglied und im November 1933 unterzeichnete er das Bekenntnis der deutschen Professoren zu Adolf Hitler.

## Schriften
- Beiträge zur Histologie der hyperplatischen Rachentonsille mit besonderer Berücksichtigung der Tuberkulose und Indication für die operative Entfernung (Dissertation, Leipzig 1903)
- Anzeige und Eingriffe an Hals, Nase und Ohr (1942)
- Sepsis nach Angina, 4. Aufl. 1951